# Mescciüa
La mescciüa, scritto anche mesc-ciüa è un piatto tradizionale della cucina spezzina.

## Caratteristiche
Tipica pietanza della cosiddetta "cucina povera", la mescciüa è una zuppa di legumi e cereali, preventivamente lasciati macerare in acqua (per almeno 24 ore i fagioli secchi e il grano, per 24 ore i ceci) e successivamente fatti bollire con tempi di cottura uguali, conditi con olio extravergine d'oliva e pepe in grani.

## Storia
Nel dialetto spezzino il termine "mesc-ciüa"  significa "mescolanza" e deriva dalla circostanza che la zuppa era tradizionalmente preparata nella zona del porto dai pescatori con ingredienti scelti in maniera del tutto casuale e mescolati tra loro.
La sua origine sembra risalire al XIV secolo nei borghi della costa occidentale del Golfo dei Poeti.

Altri invece fanno risalire la ricetta a quando gli scaricatori occasionali del porto della Spezia venivano pagati in natura a fine giornata, spesso con ciò che "avanzava" dalle operazioni di sbarco e imbarco delle navi. 
Accadeva spesso, infatti, che si aprissero o si rompessero i sacchi di granaglie o di legumi e così, a fine giornata, i lavoranti si portavano a casa un po' di tutto quello che si era recuperato per farne una zuppa.
Da una ricerca pubblicata nel 1993 con il testo La Cucina del golfo nella tradizione mediterranea  ci sono altre conclusioni sulla data di origine del piatto. Infatti in Val di Vara sono stati rinvenuti, tramite la palinologia (l'esame dei pollini fossili) associazioni di farro, orzo, panico, miglio, fava e pisello che rendono possibile l'attribuzione del piatto a tremila anni a.C.